# Helicostylis heterotricha
Helicostylis heterotricha är en mullbärsväxtart som beskrevs av Adolpho Ducke. Helicostylis heterotricha ingår i släktet Helicostylis och familjen mullbärsväxter. Inga underarter finns listade i Catalogue of Life.